# Geriatrische Rehabilitation
Geriatrische Rehabilitation wird eine spezialisierte Rehabilitation für ältere Patienten genannt, welche die Multimorbidität berücksichtigt. Ziel der geriatrischen Rehabilitation ist die Wiederherstellung der individuellen Selbstständigkeit und die Vermeidung von einer Krankenhausbehandlung, oder zumindest deren Verweildauer, und Pflegebedürftigkeit nach einer schweren Erkrankung.
Nach Durchführung einer standardisierten geriatrischen Beurteilung erfolgt die Rehabilitation durch ein geriatrisches Team. Im Verlauf der Rehabilitationsmaßnahme und vor Entlassung werden die Assessments wiederholt und erlauben so eine genaue Verlaufs- und Erfolgskontrolle. Die gemachten Fortschritte lassen sich auf diese Art und Weise sehr genau beschreiben. Sinnvoll ist eine Rehabilitation vor allem nach
Schlaganfällen oder nach Sturzgeschehen. Das Durchschnittsalter der Patienten in der geriatrischen Rehabilitation beträgt etwa 80 Jahre und es bestehen neben der Haupterkrankung durchschnittlich etwa fünf weitere behandlungsbedürftige Diagnosen.
Die Selektion geriatrischer Patienten wird immer schärfer. So nehmen die Fälle zu, bei denen geriatrische Patienten in sogenannten fachspezifischen Rehabilitationskliniken (wie z. B. orthopädische Reha) mit niedrigerem Tagessatz weiter behandelt werden. Problematisch ist auch die Finanzierung der geriatrischen Rehabilitation: die gesetzliche Krankenversicherung trägt die Kosten der Rehabilitation, während die Pflegeversicherung durch niedrigere Folgekosten von einer erfolgreichen Rehabilitation profitiert, wenn der Pflegegrad und damit das Pflegegeld sinkt.

## Therapievorgehen
In der geriatrischen Rehabilitation werden die Patienten von einem therapeutischen Team betreut, das aus Ärzten, Pflegekräften, Physiotherapeuten, Sporttherapeuten, Ergotherapeuten, Logopäden, Masseuren und med. Bademeistern, Sozialpädagogen, Psychologen und Ernährungsberatern besteht.
Dieses geriatrische Team bestimmt im sogenannten geriatrischen Assessment, welche Behinderungen und Probleme bestehen und welches Rehabilitationspotential für den einzelnen Patienten gegeben ist. Für jeden Patienten wird dann im Team das individuelle Rehabilitationsziel festgelegt und während der Rehabilitation in gemeinsamen Teambesprechungen regelmäßig überprüft. Während der Behandlung werden die Patienten so weit erforderlich mit den individuell angepassten Heil- und Hilfsmitteln versorgt. In einem Hausbesuch z. B. durch Ergotherapeuten und Sozialpädagogen wird gegebenenfalls überprüft, ob eine Wohnraumanpassung erforderlich ist, um eine Rückkehr in eine sichere häusliche Umgebung möglich zu machen. Während der Rehabilitation werden wenn möglich die Angehörigen miteinbezogen, damit sie den Umgang mit den Behinderungen und eventuellen notwendigen Hilfsmitteln wie z. B. einem Rollstuhl unter Anleitung durch das Team lernen. Eine wichtige Phase der geriatrischen Rehabilitation ist die Entlassungsplanung, um für den Patienten ein soziales Netz bereitzustellen, das die medizinische, pflegerische und hauswirtschaftliche Versorgung der Patienten zuhause gewährleistet. Der Behandlungszeitraum beträgt durchschnittlich drei bis vier Wochen stationär in einer möglichst wohnortnahen geriatrischen Rehabilitationsklinik. In letzter Zeit werden allerdings mehr und mehr nur sogenannte „Rehabilitationsversuche“ über etwa 10 Tage genehmigt. Nach Ansicht der Kassen kann bei Erfolg innerhalb dieser Zeit (dargestellt etwa durch eine Verbesserung des Barthel Indices) eine Verlängerung erfolgen. Dass diese Vorgehensweise eventuell genau umgekehrt werden müsste, zeigt eine aktuelle Publikation im Journal of Clinical Rehabilitation. Dort wurde gezeigt, dass die Patienten mit geringeren Erfolgen innerhalb der ersten Woche mehr von einer Verlängerung profitieren, als diejenigen mit größeren Erfolgen. Die Rehabilitation kann auch teilstationär in einer Tagesklinik, in einer ambulanten geriatrischen Einrichtung oder als mobile geriatrische Rehabilitation im häuslichen Umfeld des Patienten erfolgen.